# Municipalité du district de Šilalė
La municipalité du district de Šilalė (en lituanien : Šilalės rajono savivaldybė) est l'une des 60 municipalités de Lituanie. Son chef-lieu est Šilalė.

## Seniūnijos de la municipalité du district de Šilalė
- Bijotų seniūnija (Bijotai)
- Bilionių seniūnija (Bilionys)
- Didkiemio seniūnija (Didkiemis)
- Kaltinėnų seniūnija (Kaltinėnai)
- Kvėdarnos seniūnija (Kvėdarna)
- Laukuvos seniūnija (Laukuva)
- Pajūrio seniūnija (Pajūris)
- Palentinio seniūnija (Palentinis)
- Šilalės kaimiškoji seniūnija (Šilalė)

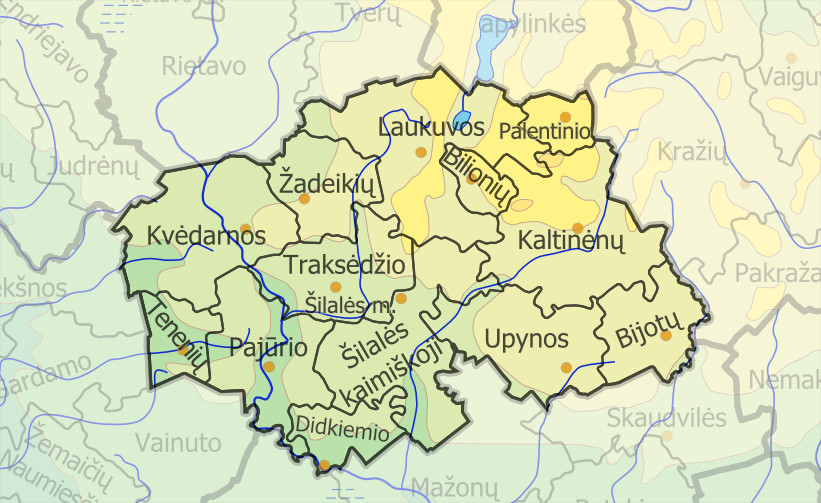
Seniūnijos de la municipalité du district de Šilalė

- Šilalės miesto seniūnija (Šilalė)
- Tenenių seniūnija (Teneniai)
- Traksėdžio seniūnija (Šilalė)
- Upynos seniūnija (Upyna)
- Žadeikių seniūnija (Žadeikiai)